# Corumbataí do Sul
Corumbataí do Sul ist ein brasilianisches Munizip in der Mitte des Bundesstaats Paraná. Es hat 3.760 Einwohner (2022), die sich Corumbataienser nennen. Seine Fläche beträgt 164 km². Es liegt 571 Meter über dem Meeresspiegel.

## Etymologie
Der Name wurde vom Rio Corumbataí übernommen, in dessen Nähe der Ort liegt. Er kommt aus dem Tupi. Corumbatá ist der Name des Süßwasserfisches (Curimbatá). Und y heißt Fluss. Der Zusatz do Sul wurde zur Unterscheidung von Corumbataí im Staat São Paulo hinzugefügt.

## Geschichte

### Besiedlung
Die Gegend von Corumbataí do Sul wurde ursprünglich von Indianern vom Volk der Botokuden und anderen Stämmen bewohnt. Es gab auch einige Missionsdörfer, die von spanischen Jesuiten errichtet wurden. Die eigentliche Besiedlung begann Mitte des 20. Jahrhunderts.
Das organisierte und blühende Leben der heutigen Gemeinde begann in den sechziger Jahren unter dem werbenden Einfluss des Prädikats von Paraná als Land der Terra Roxa. Die Besiedlung erfolgte vom Zentrum Campo Mourão aus.

### Erhebung zum Munizip
Corumbataí do Sul wurde durch das Staatsgesetz Nr. 8484 vom 27. Mai 1987 aus Barbosa Ferraz ausgegliedert und in den Rang eines Munizips erhoben. Es wurde am 1. Januar 1989 als Munizip installiert.

## Geografie

### Fläche und Lage
Corumbataí do Sul liegt auf dem Terceiro Planalto Paranaense (der Dritten oder Guarapuava-Hochebene von Paraná). Seine Fläche beträgt 164 km². Es liegt auf einer Höhe von 571 Metern.

### Geologie und Böden
Die Böden bestehen aus Terra Roxa, die bis zur Besiedlung mit tropischem Urwald bedeckt war.

### Vegetation
Das Biom von Corumbataí do Sul ist Mata Atlântica.

### Klima
Das Klima ist gemäßigt warm. Es werden hohe Niederschlagsmengen verzeichnet (1588 mm pro Jahr). Die Klimaklassifikation nach Köppen und Geiger lautet Cfa. Im Jahresdurchschnitt liegt die Temperatur bei 20,9 °C.

### Gewässer
Corumbataí do Sul liegt im Einzugsgebiet des Ivaí. Sein rechter Nebenfluss Rio Arurão bildet die westliche Grenze des Munizips zu Campo Mourão. Im Süden des Munizips entspringt der Rio das Lontras und fließt in Richtung Nordwesten nach Barbosa Ferraz und zum Rio Corumbataí.

### Straßen
Corumbataí do Sul ist über die PR-549 mit der BR-487 von Pitanga im Süden nach Campo Mourão im Westen verbunden. Nach Nordosten führt die PR-549 nach Barbosa Ferraz.

### Nachbarmunizipien
| Peabiru      |                                             |                |
| Campo Mourão | Kompassrose, die auf Nachbargemeinden zeigt | Barbosa Ferraz |
|              |                                             |                |

## Stadtverwaltung
Bürgermeister: Alexandre Donato, PSD (2021–2024)
Vizebürgermeister: Elias Fernandes da Silva, Cidadania, (2021–2024)

## Demografie

### Bevölkerungsentwicklung
| Jahr | Einwohner | Stadt | Land |
| ---- | --------- | ----- | ---- |
| 1991 | 6.642     | 27 %  | 73 % |
| 2000 | 4.946     | 40 %  | 60 % |
| 2010 | 4.002     | 53 %  | 47 % |
| 2022 | 3.760     |       |      |

Quelle: IBGE (2011) und Volkszählung 2022

### Ethnische Zusammensetzung
| Gruppe * | 1991    | 2000    | 2010    | wer sich als …                                                                   |
| --- | ------- | ------- | ------- | -------------------------------------------------------------------------------- |
| Weiße | 49,0 %  | 93,6 %  | 44,2 %  | weiß bezeichnet                                                                  |
| Schwarze | 5,7 %   | 5,1 %   | 3,7 %   | schwarz bezeichnet                                                               |
| Gelbe | 0,0 %   | 0,0 %   | 0,3 %   | von fernöstlicher Herkunft wie japanisch, chinesisch, koreanisch etc. bezeichnet |
| Braune | 45,3 %  | 0,2 %   | 51,8 %  | braun oder als Mischung aus mehreren Gruppen bezeichnet                          |
| Indigene | 0,0 %   | 0,0 %   | 0,0 %   | Ureinwohner oder Indio bezeichnet                                                |
| ohne Angabe | 0,0 %   | 1,1 %   | 0,0 %   |                                                                                  |
| Gesamt | 100,0 % | 100,0 % | 100,0 % |                                                                                  |
| *) Das IBGE verwendet für Volkszählungen ausschließlich diese fünf Gruppen. Es verzichtet bewusst auf Erläuterungen. Die Zugehörigkeit wird vom Einwohner selbst festgelegt. |         |         |         |                                                                                  |

Quelle: IBGE (Stand: 1991, 2000 und 2010)

## Sehenswürdigkeiten
- Cachoeira do Boi Cotó: Wasserfall mit dem Namen eines Stiers.
- Monumento ao Cristo Redentor: Christusstatue[11]